# 超分子
超分子（ちょうぶんし、英: supramolecule）とは、複数の分子が共有結合以外の結合、水素結合、疎水性相互作用などにより秩序だって集合した化学種を指す。
超分子は共有結合のような強固な構造は持たないが安定した構造物質で、他の物質と穏やかに作用しあう機能性を示すことがある。カテナンやロタキサンのように、強い水素結合などを有さず、トポロジー的に結合した一団も超分子と呼ばれる。
このような機能を持つ物質分子としては酵素が知られるが、酵素は生体内という限定された環境でのみ活性化し、使用には制約が多いことから、超分子を利用してより広範な応用が期待できる人工酵素の開発も行われている。
超分子を扱う化学の一分野を超分子化学 (Supramolecular Chemistry) という。

## 概要
従来の「分子」は、共有結合によって互いに結びついた原子団を指す。共有結合は強い結合であるため、共有結合でつながった分子は、溶液中や気化により希薄化しても一団の物質として振る舞うため、化学や生物の世界では重要な基本単位として成立している。
超分子の概念は、ジャン＝マリー・レーンらによって提唱された。初期にはクラウンエーテル、シクロデキストリンなど、分子間相互作用によって分子やイオンを内包する「ホストゲスト」化合物が特に研究された。近年では、複数ユニットから構成されるタンパク質やLB膜 (Langmuir–Blodgett film)、自己組織化膜、液晶、腐植酸なども超分子として研究されている。
有名な超分子の例としては、ドラッグデリバリー・システムに利用されるリポソームやミセルなどがある。
これらは分子内に疎水部と親水部を持っており、水系の溶媒中において疎水性相互作用により自己集合化する。
他にもペプチドによって構成されるペプトソームや、乳酸により形成されるラクトソームなども超分子の一例である。
超分子は分子の設計によりその形態（モルフォロジー）を変化させることにより、上述のドラッグ・デリバリー・システムを始めとした様々な応用が検討されている。
クラウンエーテルの発見者であるチャールズ・ペダーセンおよびドナルド・クラム、ジャン＝マリー・レーンらは「高選択的に構造特異的な相互作用をする分子の開発と応用」によりノーベル化学賞を受賞した。
同種の原子あるいは分子が相互作用によって数個から数十個、もしくはそれ以上の数が結合した物質・物体を特にクラスター (cluster) と呼ぶが、フラーレンなどは共有結合クラスターであるため超分子には含めない。